# Grimmen
Grimmen è una città del Meclemburgo-Pomerania Anteriore, in Germania.

Appartiene al circondario della Pomerania Anteriore-Rügen.
Nel suo territorio comunale confluiscono il Poggendorfer Trebel e il Kronhorster Trebel dando origine al fiume Trebel.

## Amministrazione

### Gemellaggi
Grimmen è gemellata con:
- Châteaulin, dal 1990
- Osterholz-Scharmbeck, dal 1990
- Kamień Pomorski, dal 1992
- Czaplinek, dal 2002
- Staffanstorp, dal 2007